# تشارلي هاردويك
تشارلي هاردويك (بالإنجليزية: Charlie Hardwick)‏ هي ممثلة بريطانية، ولدت في 3 نوفمبر 1960 في Wallsend ‏ في المملكة المتحدة.

## وصلات خارجية
- تشارلي هاردويك على موقع IMDb (الإنجليزية)
- تشارلي هاردويك على موقع ميوزك برينز (الإنجليزية)
- تشارلي هاردويك على موقع قاعدة بيانات الفيلم (الإنجليزية)